# Cementiri de San Rafael (Màlaga)
El Cementiri de San Rafael és un antic cementiri de la ciutat de Màlaga, Andalusia, clausurat el 1987. Està situat al districte Cruz de Humilladero, a l'oest de la ciutat.
A San Rafael es troba el major conjunt de fosses comunes de la Guerra Civil espanyola. S'estima que conté les restes d'entre 4.000 i 5.000 persones, de les quals s'han recuperat fins a agost de 2008 els de 2.200, amb un 20% de dones, alguna d'elles embarassada i 40 nens.
Les excavacions, dutes a terme per voluntaris, majoritàriament estudiants d'història i arqueologia, des d'octubre de 2006, han detectat l'existència de divuit fosses, encara que els treballs s'han centrat en deu, situades en la parcel·la de San Francisco i al Pati Civil.
L'exhumació de les fosses de San Rafael està avalada per un conveni entre l'Associació per a la Recuperació de la Memòria Històrica i la Universitat de Màlaga amb la Junta d'Andalusia (PSOE) i l'Ajuntament de Màlaga (PP), que financen els treballs.
Es calcula que des de l'entrada de l'exèrcit revoltat fins a 1944 van ser assassinades a Màlaga unes 17.000 persones, a les quals se sumen les 1.500 víctimes assassinades pels republicans des de la revolta militar fins a l'ocupació de la ciutat, segons un informe d'un diplomàtic britànic de 1944.
L'informe que cita Público el va remetre el cònsol a Màlaga a la seva ambaixada a Madrid l'agost de 1944. El citen, almenys, dos historiadors: Hartmut Heine a L'oposició al franquisme a Andalusia Oriental i Antony Beevor en La Guerra Civil espanyola i segons el detall de l'informe van ser 3.500 els executats entre el 8 i el 14 de febrer de 1937 i 16.952 els condemnats a mort i executats entre el 15 de febrer del 37 i agost de 1944. Aquest informe no fa referència ni als morts en la massacre de la carretera Màlaga-Almeria ni als executats en els deu anys posteriors.